# Кишин
Ки́шин — село в Україні, в Олевській територіальній громаді Коростенського району Житомирської області. Населення становить 1 784 особи (2001).

## Населення
Згідно з переписом УРСР 1989 року чисельність наявного населення села становила 1842 особи, з яких 878 чоловіків та 964 жінки.
За переписом населення України 2001 року в селі мешкали 1772 особи.

### Мова
Розподіл населення за рідною мовою за даними перепису 2001 року:
| Мова       | Відсоток |
| ---------- | -------- |
| українська | 99,72 %  |
| російська  | 0,22 %   |

## Історія
4 листопада 1921 р. під час Листопадового рейду у Кишині зупинилася на ночівлю головна команда Волинської групи (командувач — Юрій Тютюнник) Армії Української Народної Республіки.
11 серпня 2016 року включене до складу новоутвореної Олевської територіальної громади Олевського району Житомирської області. Від 19 липня 2020 року, разом з громадою, в складі новоствореного Коростенського району Житомирської області.